# Трка на 100 метара
Трка на 100 метара је атлетска дисциплина која се састоји од спринта у правој линији. Историјски гледано сматра се класичном спринтерском дисциплином, јер је једна од најстаријих трка у стази и може се пратити уназад неколико векова пре организације првих олимпијских игара. Пошто је реч о најкраћој тркачкој дисциплини, победник трке на 100 м често се сматра најбржим тркачем на свету. Резултати врхунских атлетичара на 100 м су мањи од 10 секунди за мушкарце и 11 секунди за жене.
Реномирани спринтери који су обележили историју ове дисциплине били су Американци: Џеси Овенс 1930, Џим Хајнс, први човек који је трчао испод 10 секунди са појавом електронском мерења времена у 1968. и престигао Боба Хејса (10,00) који је био на заласку каријере. У скорије време, Карл Луис је седамдесетих година 20. века, Канађанин Донован Бејли и Американац Морис Грин деведесетих.
Током 2000-их, Јамајканац Јусејн Болт, наследник свог сународника Асафа Пауела, доминира дисциплином и држи светски рекорд 9,58 сек од 2009. године.
Код жена, прва која је трчала испод 11 секунди била је Немица Марлис Гер са 10,88 сек 1977. године. Америчка спринтерка Флоренс Грифит Џојнер поставила је 1988. године светски рекорд у времену од 10,49 секунди, који није оборен већ 30 година.

## Најбољи резултати
Американац Џим Хинес био је први атлетичар који је стазу претрчао испод десет секунди мерено електронски. Хинес је сличан резултат постигао неколико месеци раније на првенству Сједињених Држава, током чувене „Ноћи брзине“, али резултат није био признат због јаког ветра. Карл Луис је први претрчао 100 метара за мање од 9,9 сек (9,86 с) Ова трка била је финале 3. Светског првенства у Токију била је нарочито брза јер је 6 од 8 учесника трчало за мање од 9,96 с.
Тркачи афричког порекла готово су једини који су прешли резултат од 10 секунди, осим аустралијског мешанца Патрика Џонсона 9,93 из 2003. године чији је отац бели Ирац а мајка црна Аустралијанка и Француза Кристофа Леметра 2010. који је први белац који је трчао испод десет секунди у времену 9,98. Пре њих, бели Пољак Маријан Вороњин постигао је време од 9,992 сек 1982. године, али након заокруживања времена признато му је резултат од 10,00. Неки објашњавају ову доминацију црних тркача генетским утицајем, нарочито улогом гена ACTN3 који делују на брза мишићна влакна, која могу деловати на исти начин као и тренинг, начин исхране или понашање спортисте. Међутим, према генетичару Акселу Кану, „генетска компонента ове способности је вероватна, али није доказана а одговорни гени ... нису јасно одређени” .

## Светски рекорди

#### Актуелни светски рекорди у трци на 100 метара
| Пол      | Резултат | Ветар | Име                   | Земља   | Датум            | Место         | Просечна брзина |
| -------- | -------- | ----- | --------------------- | ------- | ---------------- | ------------- | --------------- |
| Мушкарци | 9,58     | +0,9  | Јусејн Болт           | Јамајка | 16. август 2009. | Берлин        | 37,58 км/с      |
| Жене     | 10,49    | 0     | Флоренс Грифит Џојнер | САД     | 16. јул 1988.    | Индијанаполис | 34,32 км/с      |

### Мушкарци
Први светски рекорд на 100 м у атлетици ИААФ (International Association of Athletics Federations – Међународна атлетска федерација) је признала 1912. године. Највећи напредак доживео је у периоду од 1910. до 1960. године, када је време мерено ручно, а резултат је ручно мерен до десетинке секунде. Американац Дон Липинцокот први је званични носилац светског рекорда на 100 метара (10,6 из 1912. године). Двадесет и четири године касније, приликом свог тријумфа у на Олимпијским играма 1936. у Берлину Џеси Овенс постиже четири десетинке бољи резултат. Године 1968. Џим Хејнс је постао први човек који је трчао испод десет секунди: његово време од 9,9 је последњи светски рекорд који је оборен помоћу ручног мерења времена, а његов учинак од 9,95, постигнут током Мексичких игара, представља први светски рекорд мерен електронским путем. У скоро пола века, рекорд је напредовао за готово седам десетина секунде.
Од 1972. Еволуција перформанси остала је релативно слаба, упркос побољшањима дисциплине, попут тартан стаза, спринтерица, напретка у тренерским методама или професионализације атлетике. Светски рекорд развија се само за једну десетинку између 1968. (9,95) и 1994. (9,85), и чини се да се приближава људским физиолошким границама које су описали научници. Од 1. јануара 1977. године, ИААФ је одобрио само време мерено коришћењем електронским путем. Морис Грин је 1999. зауставио ову релативну стагнацију побољшавајући светски рекорд за пет стотина (9,79). Током Пекингшких олимпијских игара 2008. године, Јусејн Болт је поправио светски рекорд у времену од 9,69. Према научној студији, време би било близу 9,60 да Јамајканац не би раширио руке и пресекао напор мало пре циља. Године 2009. на Светском првенству у Берлину Јусејн Болт је још једном надмашио себе и оборио свој досадашњи рекорд за 11 стотинки у времену од 9,58, са просечних 37,58 км на сат. Он је први човек који је три пута заредом побољшао овај светски рекорд и најјасније је побољшање у односу на прелаз електронског мерења времена 1968. Дакле, овај рекорд надилази физиолошке границе које је Институт за биомедицинска истраживања и епидемиологију спорта у Паризу, предвидео 2008. године, која је предвиђала теоријску баријеру у 9,67.
Према холандској студији коју је јула 2012. објавио универзитет у Тилбургу, могућност да Болт истрчи 100 м за 9:40 је „изводљива“. Такође према овој студији, крајњи могући светски рекорд у овом тренутку је 9,36. Истраживач Сандер Сметс добио је овај резултат анализирајући математичким и статистичким моделима референтна времена преко 100 м од 1.034 најбољих светских спортисти од 1991. године. Ажурирао је студију коју је већ спровео 2008. у којој је закључио да је „крајњи светски рекорд” био 9,51.

## Континентални рекорди у трци на 100 метара
(стање 14. новембар 2024)

### Мушкарци
|     | Време/с | Ветар м/с | Име                | Земља                        | Место        | Датум               |
| АЗР | 9,83    | +0,9      | Су Бингтјен        | Кина                         | Токио        | 1. август 2021.     |
| АФР | 9,77    | +1,2      | Фердинанд Омањала  | Кенија                       | Најроби      | 18. септембар 2021. |
| ЕР  | 9,80    | +0,1      | Марсел Џејкобс     | Италија                      | Токио        | 1. август 2021.     |
| САР | 9,58    | +1,5      | Јусејн Болт        | Јамајка                      | Берлин       | 16. август 2009.    |
| ОКР | 9,93    | +1,8      | Патрик Џонсон      | Аустралија                   | Мито (Јапан) | 5. мај 2003.        |
| ЈАР | 9,89    | +0,8      | Исамаде Асинга     | Суринам                      | Сао Паоло    | 28. јул 2023.       |
| РС  | 10,33   | 0,0       | Слободан Бранковић | СР Југославија · АК Партизан | Београд      | 24. јул 1993.       |

### Жене
|     | Време/s | Ветар м/с | Име                   | Земља                   | Место         | Датум             |
| --- | ------- | --------- | --------------------- | ----------------------- | ------------- | ----------------- |
| АЗР | 10,79   | 0,0       | Сјунмеј Ли            | Кина                    | Шангај        | 18. октобар 1997. |
| АФР | 10,72   | +1,6      | Мари-Жозе Та Лу       | Обала Слоноваче         | Монако        | 10. август 2022.  |
| ЕР  | 10,73   | +2,0      | Кристин Арон          | Француска               | Будимпешта    | 19. август 1998.  |
| САР | 10,49   | 0,0       | Флоренс Грифит Џојнер | САД                     | Индијанаполис | 16. јул 1988.     |
| ЈАР | 10,91   | -0,2      | Росангела Сантос      | Бразил                  | Белем         | 12. maj 2013.     |
| ОКР | 10,96   | +2,0      | Зои Хобс              | Нови Зеланд             | Шо де Фон     | 2. јул 2023.      |
| РС  | 11,34   | 0,8       | Корнелија Шинковић    | СФРЈ · АК Црвена звезда | Београд       | 7. јун 1987.      |

## Најбољи резултати свих времена

### Ранг листа најбржих мушкараца
Ово је листа 25 најбржих атлетичара свих времена на дан 14. новембар 2024. (Напомена: неки атлетичари су по неколико пута истрчали трку у приказаном временском распону. Приказан је само најбољи резултат сваког атлетичара.) 
|     | Време с | Ветар м/с | Име               | Држава                 | Место         | Датум               |
| --- | ------- | --------- | ----------------- | ---------------------- | ------------- | ------------------- |
| 1.  | 9,58    | +0,9      | Јусејн Болт       | Јамајка                | Берлин        | 16. август 2009.    |
| 2.  | 9,69    | +2,0      | Тајсон Геј        | САД                    | Шангај        | 20. септембар 2009. |
| 2.  | 9,69    | +0,1      | Јохан Блејк       | Јамајка                | Лозана        | 23. август 2012.    |
| 4.  | 9,72    | +0,2      | Асафа Пауел       | Јамајка                | Лозана        | 2. септембар 2008.  |
| 5.  | 9,74    | +0,9      | Џастин Гатлин     | САД                    | Доха          | 15. мај 2015.       |
| 6.  | 9,76    | +0,6      | Кристијан Колеман | САД                    | Доха          | 25. септембар 2019. |
| 6.  | 9,76    | +1,2      | Трејвон Бромел    | САД                    | Најроби       | 18. септембар 2021. |
| 6.  | 9,76    | +1,4      | Фред Керли        | САД                    | Јуџин         | 24. јун 2022.       |
| 9.  | 9,77    | +1,2      | Фердинанд Омањала | Кенија                 | Најроби       | 18. септембар 2021. |
| 9.  | 9,77    | +0,9      | Кишејн Томпсон    | Јамајка                | Кингстон      | 28. јун 2024.       |
| 11. | 9,78    | +0,9      | Неста Картер      | Јамајка                | Ријети        | 29. август 2010.    |
| 12. | 9,79    | +0,1      | Морис Грин        | САД                    | Атина         | 16. јун 1999.       |
| 12. | 9,79    | +1,0      | Ноа Лајлс         | САД                    | Сент Дени     | 4. август 2024.     |
| 14. | 9,80    | +1,3      | Стив Малингс      | Јамајка                | Јуџин         | 4. јун 2011.        |
| 14. | 9,80    | +0,1      | Марсел Џејкобс    | Италија                | Токио         | 1. август 2021.     |
| 16. | 9,81    | +0,7      | Облик Севил       | Јамајка                | Сент Дени     | 4. август 2024.     |
| 17. | 9,82    | +1,7      | Ричард Томпсон    | Тринидад и Тобаго      | Порт оф Спејн | 21. јун 2014.       |
| 17. | 9,82    | +1,0      | Акани Симбине     | Јужноафричка Република | Сент Дени     | 4. август 2024.     |
| 19. | 9,83    | +0,9      | Су Бингтјен       | Кина                   | Токио         | 1. август 2021.     |
| 19. | 9,83    | +0,9      | Рони Бејкер       | САД                    | Токио         | 1. август 2021.     |
| 19. | 9,83    | +1,3      | Зарнел Јуз        | Уједињено Краљевство   | Њујорк        | 24. јун 2023.       |
| 22. | 9,84    | +0,9      | Донован Бејли     | Канада                 | Атланта       | 27. јул 1996.       |
| 22. | 9,84    | +1,3      | Брани Сурин       | Канада                 | Севиља        | 22. август 1999.    |
| 24. | 9,85    | +1,2      | Лирој Барел       | САД                    | Лозана        | 6. јул 1994.        |
| 24. | 9,85    | +1,7      | Олусоџи Фасуба    | Нигерија               | Доха          | 12. мај 2006.       |
| 24. | 9,85    | +1,3      | Мајкл Роџерс      | САД                    | Јуџин         | 4. јун 2011.        |
| 24. | 9,85    | +1,5      | Марвин Брејси     | САД                    | Мирамар       | 5. јун 2021.        |

### Ранг листа најбржих жена
Ово је листа 25 најбржих атлетичарки свих времена на дан 14. новембар 2024. (Напомена: неке атлетичарке су по неколико пута истрчале трку у приказаном временском распону. Приказан је само најбољи резултат сваке атлетичарке).
|     | Време с | Ветар м/с | Име                   | Земља           | Место         | Датум               |
| --- | ------- | --------- | --------------------- | --------------- | ------------- | ------------------- |
| 1.  | 10,49   | 0,0       | Флоренс Грифит Џојнер | САД             | Индијанаполис | 14. јул 1988.       |
| 2.  | 10,54   | +0,9      | Елејн Томпсон-Хера    | Јамајка         | Јуџин         | 21. август 2021.    |
| 3.  | 10,60   | +1,7      | Шели-Ен Фрејзер-Прајс | Јамајка         | Лозана        | 26. август 2021.    |
| 4.  | 10,64   | +1,2      | Кармелита Џетер       | САД             | Шангај        | 20. септембар 2009. |
| 5.  | 10,65   | +1,1      | Мерион Џоунс          | САД             | Јоханезбург   | 12. септембар 1998. |
| 5.  | 10,65   | +1,0      | Шерика Џексон         | Јамајка         | Кингстон      | 7. јул 2023.        |
| 5.  | 10,65   | -0,2      | Ша’Кари Ричардсон     | САД             | Јуџин         | 21. август 2023.    |
| 8.  | 10,72   | +0,4      | Мари-Жозе Талу        | Обала Слоноваче | Монако        | 10. август 2022.    |
| 8.  | 10,72   | -0,1      | Џулијен Алфред        | Света Луција    | Сент Дени     | 3. август 2024.     |
| 10. | 10,73   | +2,0      | Кристин Арон          | Француска       | Будимпешта    | 19. август 1998.    |
| 11. | 10,74   | +1,3      | Мерлин Оти            | Јамајка         | Милано        | 7. септембар 1996.  |
| 11. | 10,74   | +1,0      | Инглиш Гарднер        | САД             | Јуџин         | 3. јул 2016.        |
| 13. | 10,75   | +0,4      | Керон Стјуарт         | Јамајка         | Рим           | 10. јул 2009.       |
| 14. | 10,76   | +1,7      | Евелин Ешфорд         | САД             | Остин         | 8. јун 2019.        |
| 14. | 10,76   | +1,1      | Вероника Кембел-Браун | Јамајка         | Острава       | 31. мај 2011.       |
| 16. | 10,77   | +0,9      | Ирина Привалова       | Русија          | Лозана        | 6. јул 1994.        |
| 16. | 10,77   | +0,7      | Ивет Лалова           | Бугарска        | Пловдив       | 19. јун 2004.       |
| 16. | 10,77   | +1,6      | Џејшос Сирс           | САД             | Гејнсвил      | 13. април 2024.     |
| 19. | 10,78   | +1,0      | Доун Соувел           | САД             | Прово         | 3. јун 1989.        |
| 19. | 10,78   | +1,8      | Тори Едвардс          | САД             | Јуџин         | 28. јун 2008.       |
| 19. | 10,78   | +1,6      | Миријел Ауре          | Обала Слоноваче | Монтверди     | 11. јун 2016.       |
| 19. | 10,78   | +1,0      | Тијана Бартолета      | САД             | Јуџин         | 3. јул 2016.        |
| 19. | 10,78   | +1,0      | Тори Боуви            | САД             | Јуџин         | 3. јул 2016.        |
| 24. | 10,79   | 0,0       | Сјамеи Ли             | Кина            | Шангај        | 18. октобар 1997.   |
| 24. | 10,79   | -0,1      | Ингер Милер           | САД             | Севиља        | 22. август 1999.    |
| 24. | 10,79   | +1,1      | Блесинг Окабаре       | Нигерија        | Лондон        | 27. јул 2013.       |